# 龍江寺
龍江寺（りゅうこうじ、竜江寺）は、愛知県刈谷市小垣江町北竜6にある曹洞宗の寺院。
山号は宝玉山。刈谷藩の藩主を務めた三河稲垣氏の菩提寺である。小垣江町（旧小垣江村）にあるが高須町に近い。「腕割り狭」（うでわりはざま）という竜宮伝説が伝わる。

## 歴史

### 中世
文治元年（1185年）の壇ノ浦の戦い後に平家が滅亡すると、平氏の武将である行中綱八が平家一族の冥福を祈るために、建久4年（1193年）に当山を開基したとされる。もとは碧海郡小垣江村字寺裏にあり、航海者の海上安穏を祈願した。

### 近世
万治元年（1658年）には刈谷藩の藩主である稲垣重昭（信濃守）が山門を建立した。万治元年（1673年）3月18日、稲垣重昭によって当山が中興され、延宝元年（1674年）には本堂が改築された。三河稲垣氏の菩提寺となり、稲垣氏の先祖の位牌も置かれた。延宝4年（1676年）には稲垣重昭によって権現宮と弁財天堂が建立された。稲垣重昭は楼門も建立したが焼失したため、延宝2年（1674年）に別地点に建立した総門を当山に移築して山門とした。
延宝8年（1680年）8月18日には三州鋳物の国松十兵衛家（国松十兵衛家次）によって梵鐘が鋳造された。梵鐘が建立されたのは元禄8年（1695年）1月8日であるとする出典もある。

### 近現代

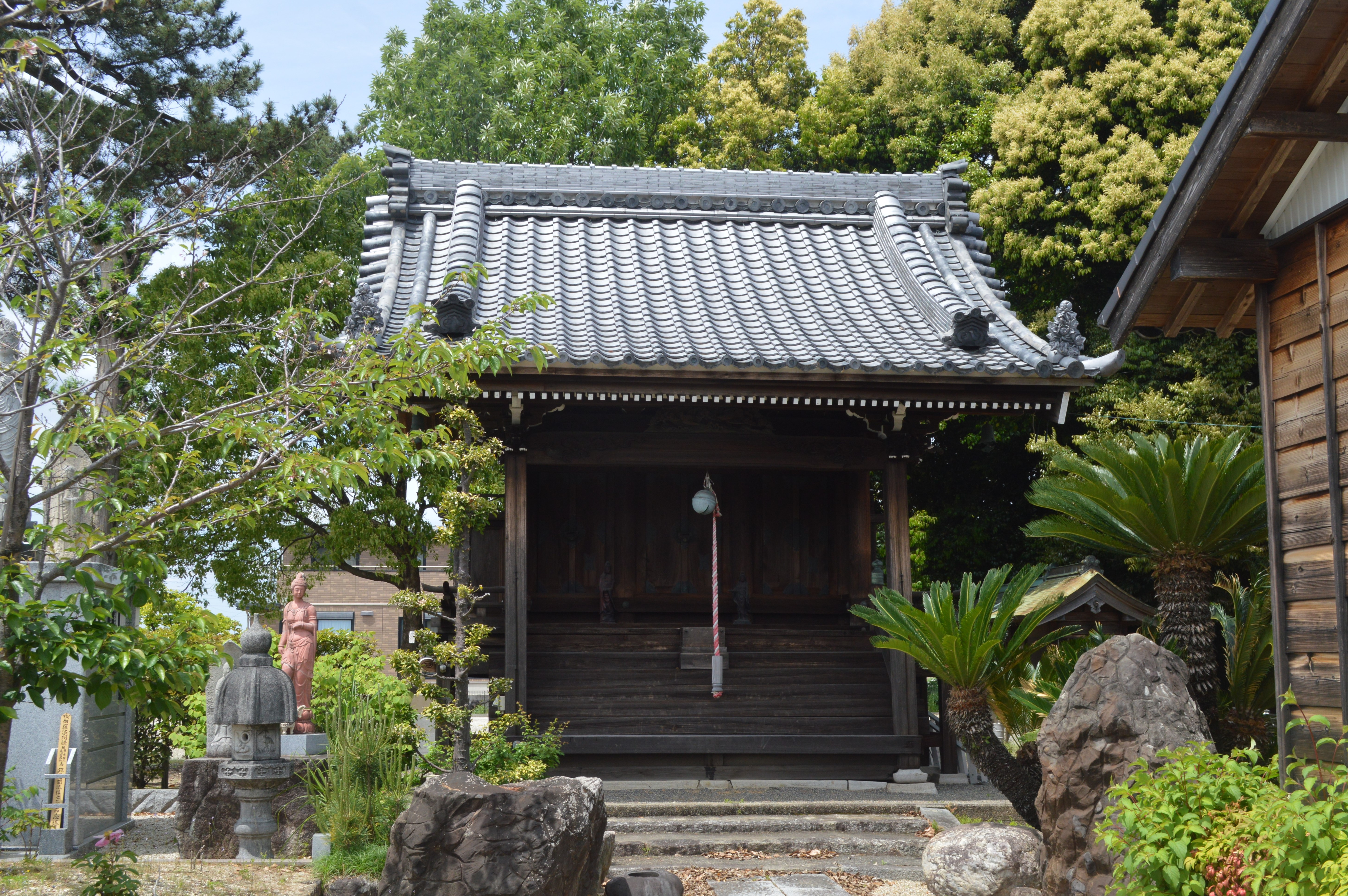
今川八幡宮から移築された権現宮

1881年（明治14年）4月4日には火災で本堂などが焼失した。1903年（明治36年）11月22日、本堂など各種の建物が再建された。
太平洋戦争中の金属供出で鐘楼が供出されたため、戦後の1949年（昭和24年）8月5日には滋賀県愛知郡の長村鋳物師である黄地佐平によって鐘楼が鋳造し直された。1973年（昭和48年）6月29日、刈谷市今川町にある今川八幡宮の本殿を当山に移築して権現宮とした。

## 境内
- 本堂 - 1903年（明治36年）11月22日建立。
- 鐘楼堂
- 権現宮 - 1973年（昭和48年）6月29日に今川八幡宮の本殿を移築。1905年（明治38年）に堂宮大工の小野田又蔵によって造営された建物である[5]。
- 弁才天堂
- 山門
- 墓地 - 自由民権家の内藤魯一など内藤家の墓[6][7]。
- 「稲生平七報徳碑」 - 上野国出身の武士・新田開発者である稲生平七郎（稲生平七）の石碑。

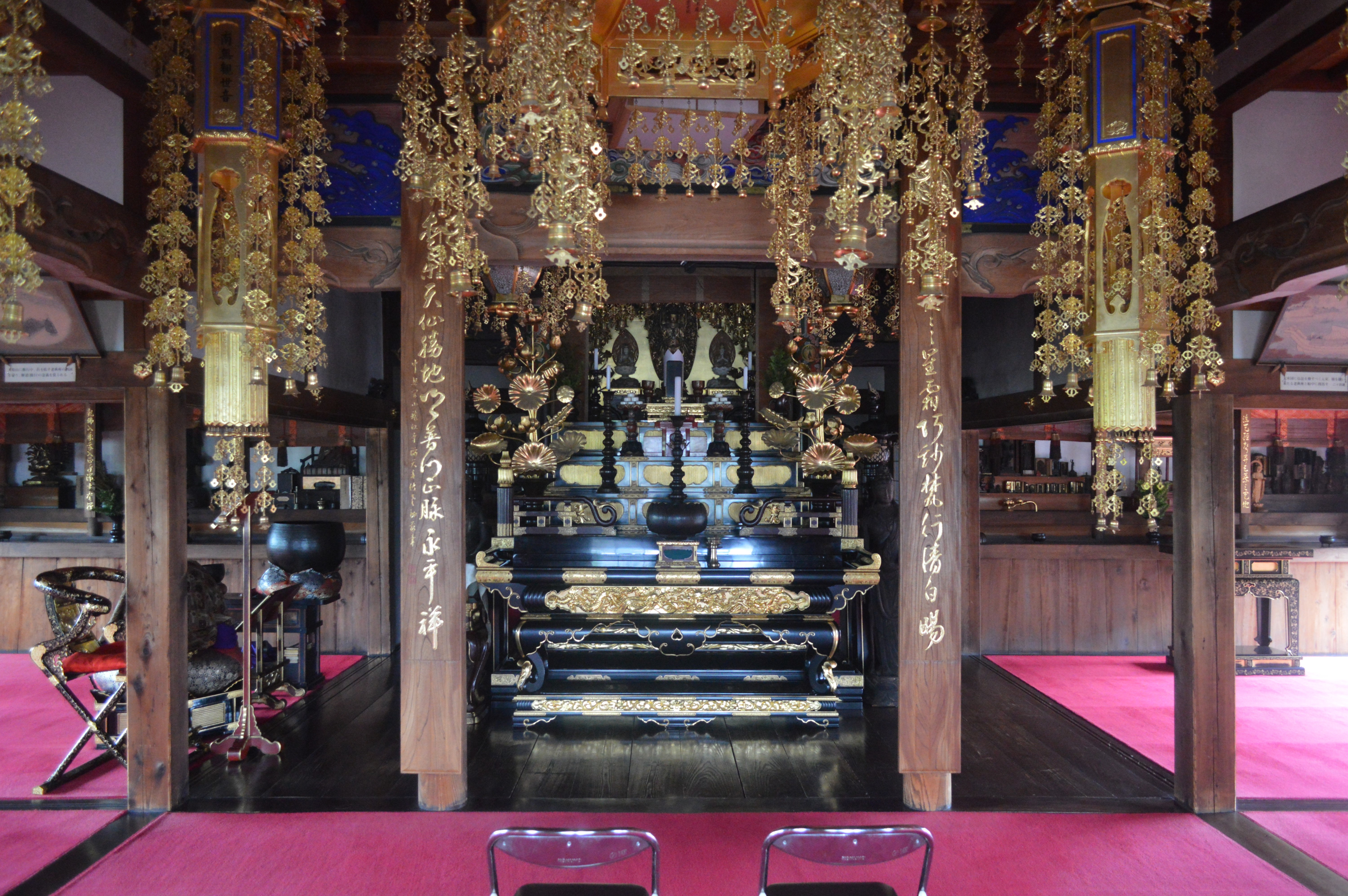
内陣
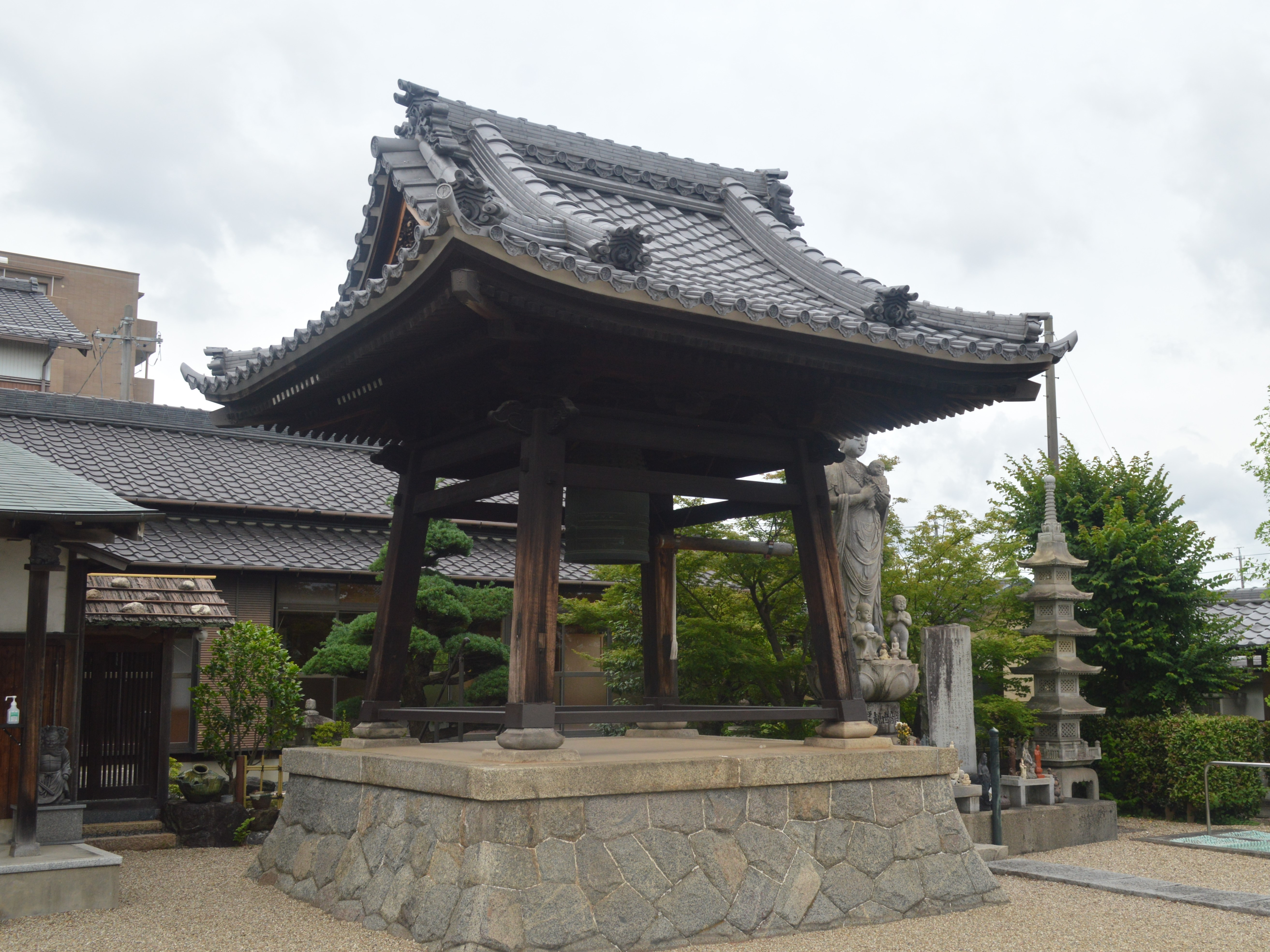
鐘楼堂
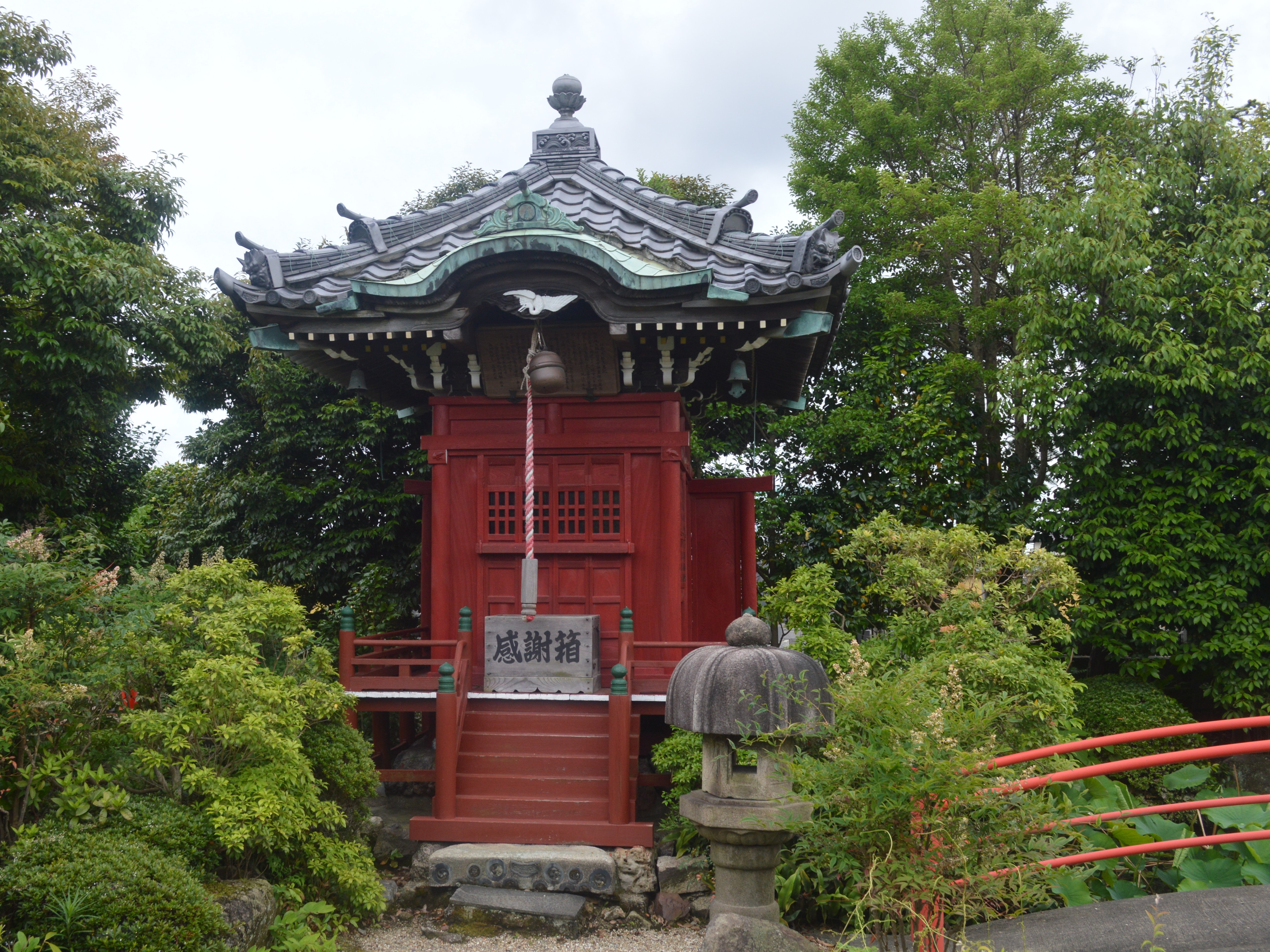
弁財天堂
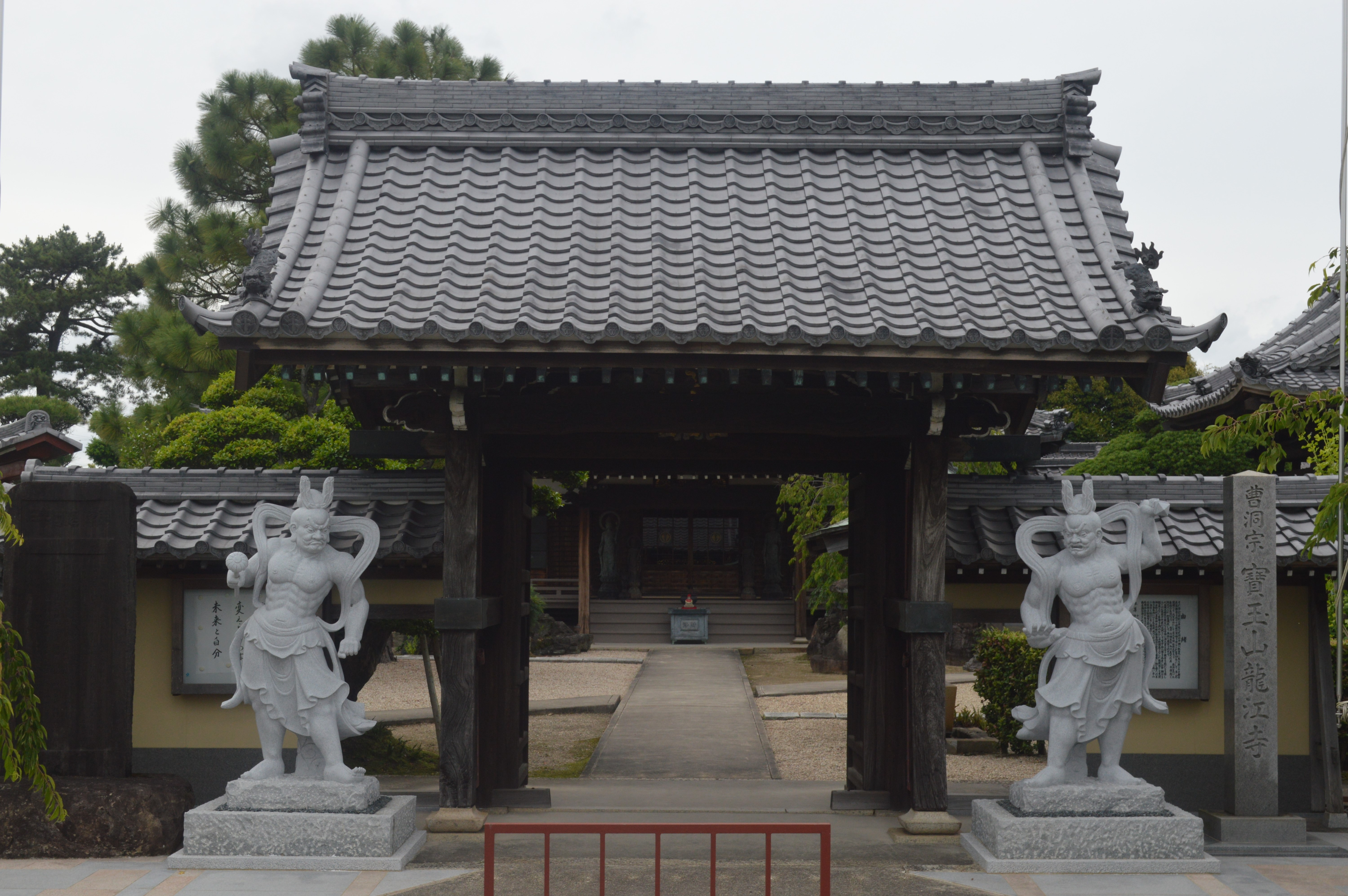
山門
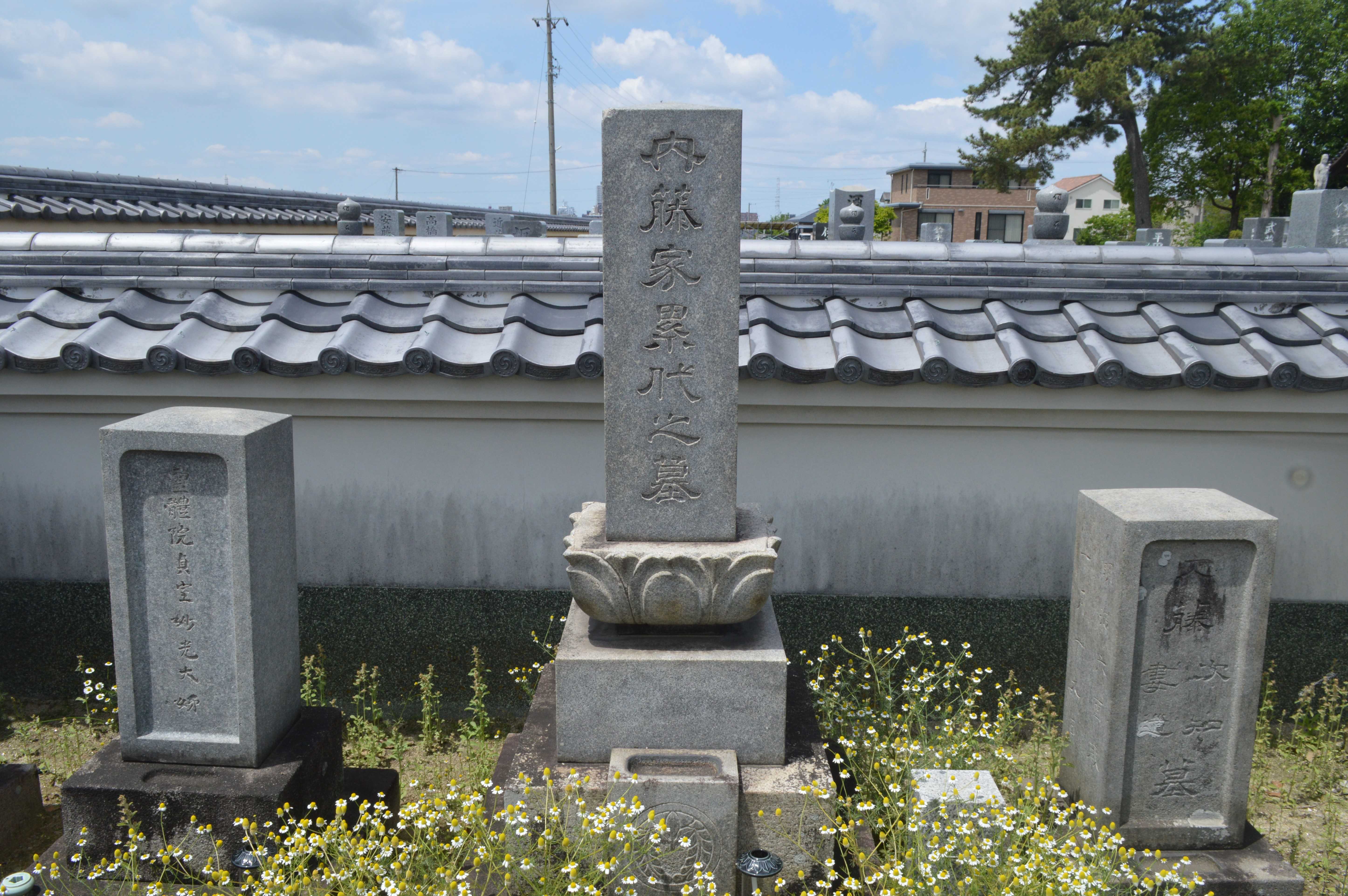
内藤家の墓
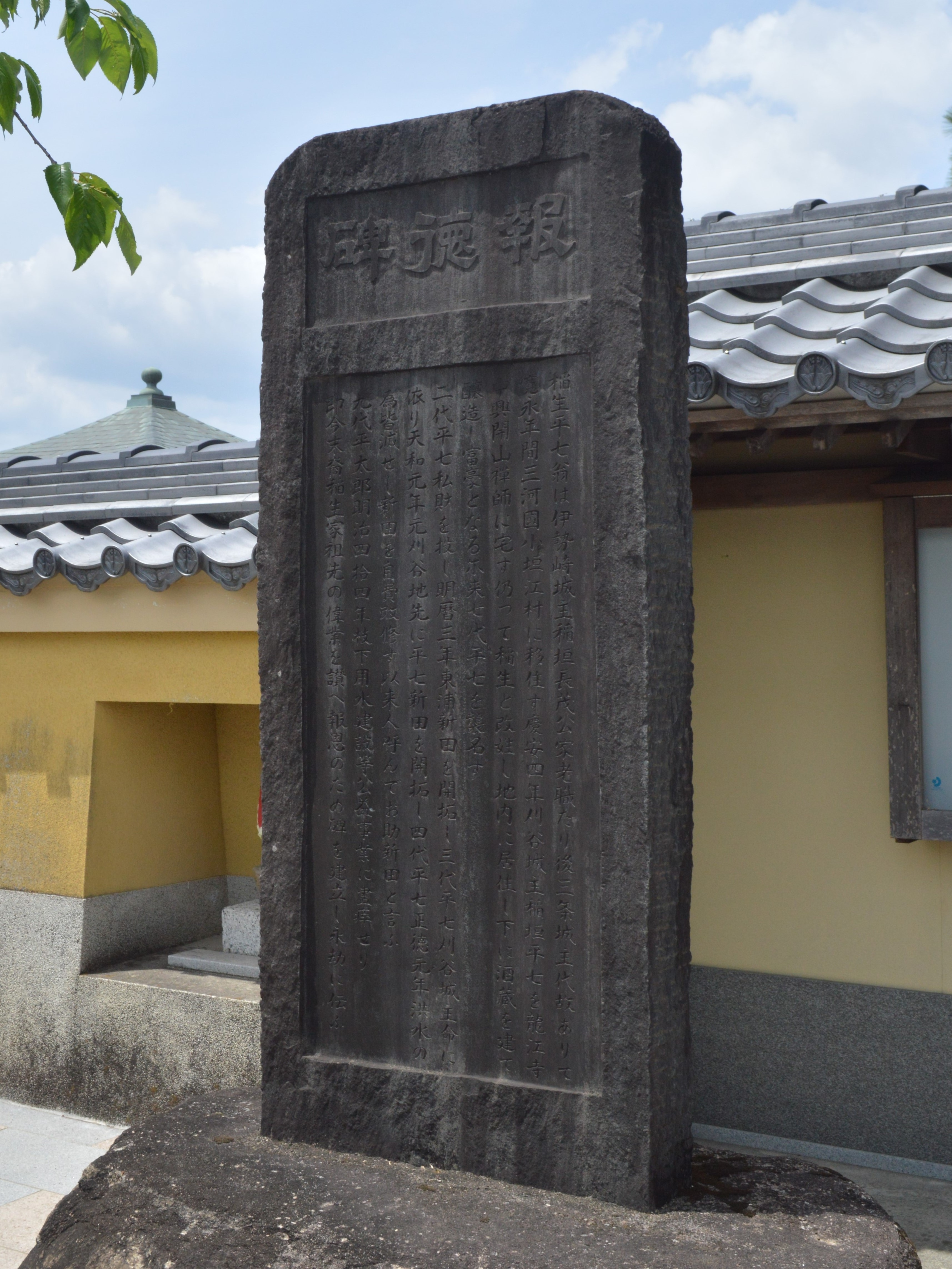
「稲生平七報徳碑」

## 現地情報
所在地
- 448-0813 愛知県刈谷市小垣江町北竜6

交通アクセス
- 名鉄三河線小垣江駅から徒歩